# Famille de Quarré
 (avril 2024).
Améliorez-le ou discutez des points à vérifier. 
La famille de Quarré est une famille subsistante de la noblesse française, originaire de Saône-et-Loire.

## Histoire
Elle a formé deux branches subsistantes :
- Branche de Quarré de Château-Regnault d'Aligny, anoblie en 1615 par lettre de relief[1].
- Branche de Quarré de Verneuil, anoblie par charges à la Chambre des comptes de Dole (1769-1771)[1].

## Filiation
Dans son ouvrage Grand Armorial de France, Henri Jougla de Morenas indique que : « cette famille remonte sa filiation à Huguenin Quarré, vivant au XIVe siècle, allié à Jeanne de Maupertuys, dont le petit-fils, Jean Quarré, écuyer, échanson du duc de Bourgogne, fut anobli par celui-ci en 1412. Il laissa de Guillemette de Château-Regnault : Pierre, chevalier, seigneur de Château-Regnault, allié à Philiberte de Moroges. La postérité de celui-ci se divisa en plusieurs branches, dont le rattachement entre elles est indiqué de façon contradictoire dans les différents documents du Cabinet des titres, ainsi que dans les ouvrages de Borel d'Hauterive ». Si bien que cet auteur ne reporte la filiation des branches qu'à partir de la fin du XVIe siècle. 
« La branche aînée, celle des seigneurs d'Aligny, était alors représentée par Jean Quarré, seigneur de
Château-Regnault, qui obtint en 1615 des lettres de relief de dérogeance et avait épousé en 1583 Marie Langlois, qui lui donna Gaspard, écuyer, conseiller d'État en 1652, baron d'Aligny, marié en 1641 à Marguerite Perreault de La Sarrée. 
Leur fils Pierre, dit le comte d'Aligny, chevalier de Saint-Louis, brigadier des armées en 1693, épousa en 1682 Philippine de Montessus de Rully, et en 1684, Colombe d'Anstrude.

Du second lit vint Étienne, auteur du rameau de Bouze, éteint en 1844, qui fit ses preuves pour Saint-Cyr en 1756.
Du  premier lit vint Philippe qui fit ses preuves pour Saint-Cyr en 1744, marié à Delle de Mauroy, dont une fille, et Claude, chevalier de Saint-Louis qui comparait à Dijon en 1789, allié à Madeleine Languet de Civry, qui lui donna :

1) Antoine, titré comte d'Aligny, marié en 1819 à Louise de Baffin de Pommier, dont un fils, Louis, né en 1835, qui continua ;

2) Hector-Ferdinand, dit le vicomte d'Aligny, allié en 1817 à Anne Duchemains, père de Ludovic, marié en 1849 à Yolande de Montmorillon, qui ne lui donna qu'une fille.
La branche cadette des seigneurs de Verneuil, la Palus et Monnay, était représentée à la fin du XVIe siècle  par Guillaume Quarré, qui épousa en 1574 Jeanne Bailly, dont il eut Pierre, seigneur de la Palus, Docteur en médecine, marié en 1624 à Marguerite Malteste qui lui donna Pierre, écuyer, conseiller du prince de Condé, seigneur de Verneuil, allié en 1662 à Claude Denis. De là vint Pierre, marié en 1698 à Jeanne Maublanc et père de deux fils : François-Claude et Mathieu. Lainé, François-Claude, seigeur de Monnay, Président au présidial d'Autun, allié en 1734 à Jeanne Thomas, eut pour fils Pierre Quarré, seigneur de Charnay, qui épousa en 1766 Madeleine Moreau et en 1776, Françoise Rabyot, dont il n'eut que des filles. 
Mathieu, seigneur de Verneuil, fils cadet de Pierre, épousa en 1737 Marie des Hautels, dont il eut Jacques Quarré de
Verneuil, Maître des Comptes au Parlement de Dole en 1771, comparant à Autun en 1789, allié en 1772 à Catherine Desmolins de La Garde, qui lui donna 3 fils :

1) Adrien, écuyer, seigneur de Verneuil, mort sans alliance ;

2) Gaspard, qui suit ;

3) Alexandre Quarré de Verneuil, marié en 1802 à Victoire des Raviers et père de Gaspard, allié en 1835 à Ernestine de La Chapelle, dont il eut : Raoul, né en 1837, Hippolyte, né en 1839 et Georges, né en 1844. Le second, Gaspard, écuyer, chevalier de St-Louis, épousa en 1804 Amelie de Laval, dont il eut :

l) Eugene Quarré de Verneuil, marié en 1834 à Madeleine OReilly, dont :

A) Ernest, né en 1839 ;

B) Henri, né en 1841 ;

C) Albert, né en 1842 ;

D) Paul, né en 1844 ;

E) Émile, né en 1849 ;

F) Édouard, né en 1852 ;

G) Eugène, né en 1853.

et 2) Alexandre, d'où : Jules, né en 1852.

La branche de Millery fut maintenue noble en 1637, 1667 et 1698 ».

## Personnalités
- Pierre de Quarré d'Aligny (1641-1730), officier, auteur de Mémoires.
- Jean d'Aligny (1909-1991), résistant français déporté.

## Armes et devise
- Armes : Échiqueté d'argent et d'azur ; au chef d'or chargé d'un lion léopardé de sable, armé et lampassé de gueules.[3]
- Devise : « Quadrati æquales undique recti »[3].